# Pediocharis malaris
Pediocharis malaris är en stekelart som beskrevs av Boucek 1988. Pediocharis malaris ingår i släktet Pediocharis och familjen finglanssteklar. Inga underarter finns listade i Catalogue of Life.